# Alberteae
Alberteae, tribus broćevki, dio potporodice Ixoroideae. Pripada mu ukupno sedam vrsta unutar tri roda sa Madagaskara i KwaZulu-Natala.
Tribus je opisan 1865.

## Rodovi
1. Alberta E.Mey.
2. Nematostylis Hook.f.
3. Razafimandimbisonia Kainul. & B.Bremer